# Paramount Players
A Paramount Players é um estúdio de produção cinematográfica americano, uma divisão da Paramount Pictures, uma subsidiária da Paramount Global. O estúdio tem foco em "propriedades contemporâneas" enquanto trabalha com outras marcas da Paramount Global. O nome alude às origens mais antigas da empresa como Famous Players Film Company, antes de sua fundação em 1914 por William Wadsworth Hodkinson.

## História
Em 7 de junho de 2017, Jim Gianopulos, que ingressou na Paramount Pictures como presidente e CEO em março do mesmo ano, anunciou a fundação da divisão Paramount Players com Brian Robbins, fundador e ex-CEO da AwesomenessTV, como presidente. Robbins trabalharia com as operações da Nickelodeon, MTV, Comedy Central e BET da Viacom para gerar projetos, enquanto a nova divisão se concentraria em "propriedades contemporâneas". A divisão foi criada depois que a Paramount e a Viacom expressaram decepção com as estrelas do Comedy Central, Jordan Peele e Amy Schumer, produzindo seus próprios filmes ("Get Out" de 2017 e "Trainwreck" de 2015, respectivamente) para a Universal Pictures devido a se sentirem "indesejáveis" pelos ex-executivos da Paramount.
Em 17 de agosto de 2017, a Paramount Players adquiriu seu primeiro projeto, uma adaptação cinematográfica do livro Vacation Guide to the Solar System, de Jonathan Goldstein e John Francis Daley.
Em 1º de outubro de 2018, Brian Robbins deixou sua posição como presidente da Paramount Players depois que a Viacom o escolheu para ser o presidente da Nickelodeon. Apesar de deixar o estúdio, ele continuaria envolvido com os filmes da Nickelodeon da Paramount Players (Dora e a Cidade Perdida e Brincando com Fogo). Wyck Godfrey, presidente da Paramount Motion Picture Group, estava servindo como interino e supervisionando as operações diárias com o apoio de Robbins até que a Paramount encontrasse um novo presidente para o estúdio.
Em 30 de junho de 2020, Emma Watts substituiu Wyck Godfrey como presidente do Paramount Motion Picture Group e começou em 20 de julho (Godfrey voltou a produzir). Em outubro, Watts escolheu Jeremy Kramer como o novo presidente da Paramount Players.
Em 8 de março de 2022, Kramer renunciou e as operações do estúdio foram incorporadas à alçada de Mike Ireland e Daria Cercek, os executivos-chefes do Paramount Pictures Motion Picture Group, embora a Paramount Players e seu atual inventário de filmes permaneceram inalterados.

## Filmes

### Filmes lançados
| Lançamento              | Título                           | Notas                                                                                           | Ref(s)               |
| ----------------------- | -------------------------------- | ----------------------------------------------------------------------------------------------- | -------------------- |
| 2 de novembro de 2018   | Nobody's Fool                    | Coproduzido com a Tyler Perry Studios e a BET Films                                             |                      |
| 8 de fevereiro de 2019  | What Men Want                    | Coproduzido com a Will Packer Productions e BET Films                                           |                      |
| 9 de agosto de 2019     | Dora e a Cidade Perdida          | Coproduzido com a Nickelodeon Movies, Walden Media, Media Rights Capital e Burr! Productions    |                      |
| 18 de outubro de 2019   | Eli                              | Distribuído pela Netflix; coproduzido com a MTV Films, Intrepid Pictures e Bellevue Productions | [ 8 ]                |
| 8 de novembro de 2019   | Brincando com Fogo               | Coproduzido com a Nickelodeon Movies, Walden Media e Broken Road Productions                    | [ 9 ]                |
| 19 de maio de 2020      | Body Cam                         | Coproduzido com a Ace Entertainment e BET Films                                                 |                      |
| 30 de outubro de 2020   | Spell                            |                                                                                                 | [ 10 ]               |
| 29 de outubro de 2021   | Paranormal Activity: Next of Kin | Distribuído pelo Paramount+; coproduzido com a Blumhouse Productions                            | [ 11 ]               |
| 11 de fevereiro de 2022 | Ainda Estou Aqui                 | Distribuído pelo Paramount+                                                                     | [ 12 ]               |
| 13 de maio de 2022      | Senior Year                      | Distribuído pela Netflix; coproduzido com a Broken Road Productions                             | [ 13 ] [ 14 ] [ 15 ] |

### Futuros filmes
| Lançamento          | Título                   | Notas                                                                           | Ref(s) |
| ------------------- | ------------------------ | ------------------------------------------------------------------------------- | ------ |
| 17 de junho de 2022 | Jerry and Marge Go Large | Distribuído pelo Paramount+; coproduzido com a Landline Films e Levantine Films | [ 16 ] |

### Em desenvolvimento
| Título                              | Notas                                                                                  |
| ----------------------------------- | -------------------------------------------------------------------------------------- |
| Apartment 7A                        | Coproduzido com a Sunday Night Productions e Platinum Dunes                            |
| Fashionista                         | Coproduzido com a Ethea Entertainment e Kellagio Entertainment                         |
| Mean Girls the Musical              | Coproduzido com a Broadway Video e Little Stranger                                     |
| On the Come Up                      | Coproduzido com a Temple Hill Entertainment e State Street Pictures                    |
| Orphan: First Kill                  | Coproduzido com a Dark Castle Entertainment, Entertainment One e Sierra/Affinity       |
| Pumpkinhead                         | [ 22 ]                                                                                 |
| Quinceanerx                         | Coproduzido com a Twas Entertainment                                                   |
| Shhh                                | Coproduzido com a Ace Entertainment                                                    |
| Slime                               | [ 25 ]                                                                                 |
| Something's Wrong with Rose         | Coproduzido com a Temple Hill Entertainment                                            |
| Filme sem título de H. G. Wells     | Coproduzido com a OddBall Entertainment                                                |
| Prelúdio sem título de Pet Sematary | Distribuído pelo Paramount+; coproduzido com a Di Bonaventura Pictures e Room 101, Inc |